# Л (паровоз, 1914)
Паровоз Л (в честь Лопушинского; с 1947 г. — Лп — пассажирский. Прозвища — «Владикавказский паси́фик», «элька») — российский магистральный пассажирский паровоз осевой формулы 2-3-1, производившийся в 1914—1918 и 1923—1926 гг. на Путиловском заводе. В 1910-е и до конца 1920-х являлся самым мощным пассажирским паровозом в Европе. Редкий для российского и советского паровозостроения случай применения на паровозе с одной жёсткой рамой 4-цилиндровой паровой машины — первая ведущая ось была коленчатой и приводилась шатунами двух внутренних цилиндров.

## В кино

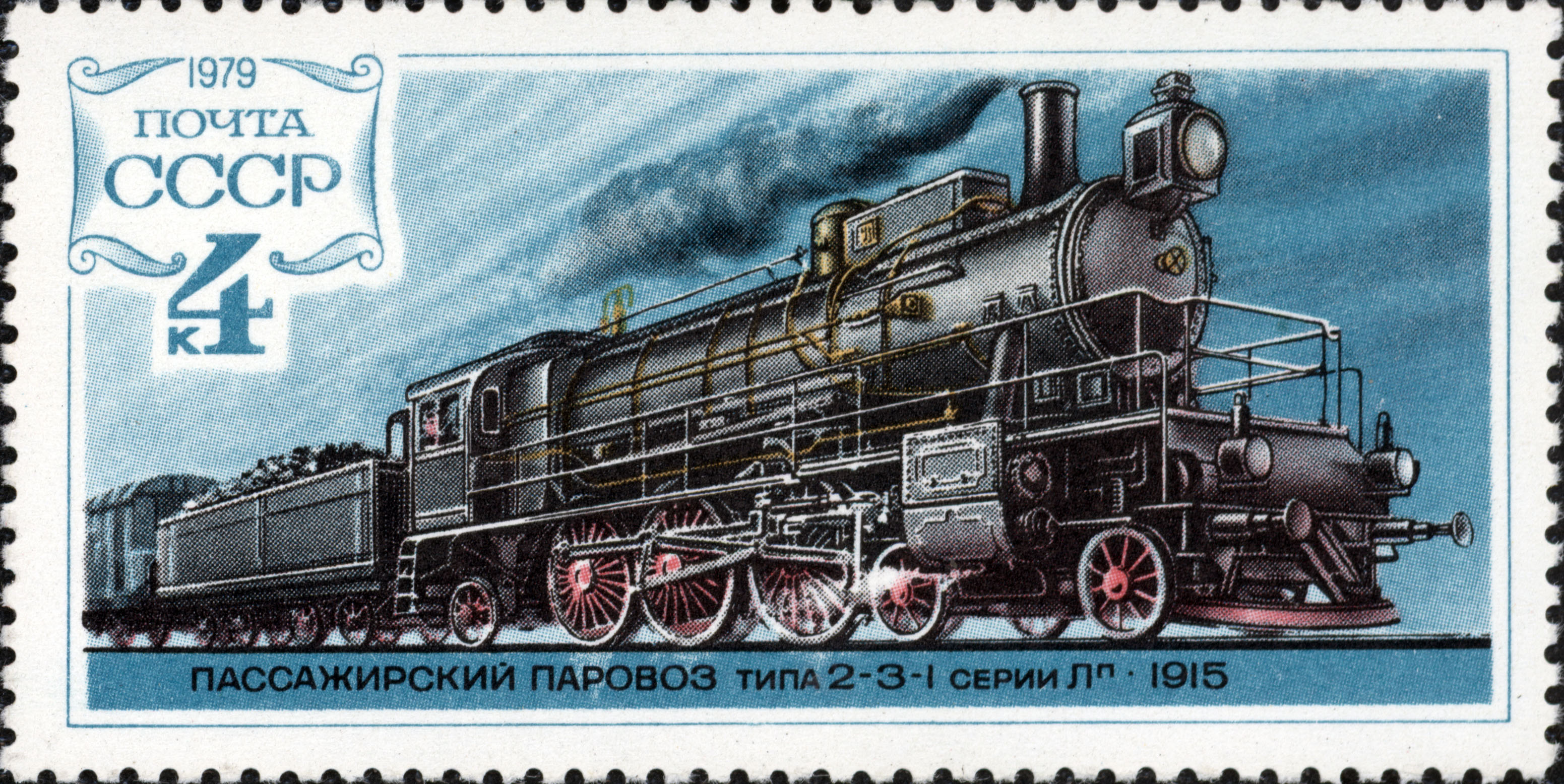

Девушка спешит на свидание (1936).